# CNN-News18
CNN-News18 (прежнее название CNN-IBN) — индийский англоязычный новостной телевизионный канал. Представляет собой партнёрство между Global Broadcast News (GBN) и Turner International в Индии. Канал принадлежит индийской компании GBN, но использует бренд CNN. Это возможно благодаря тому, что Time Warner владеет 26 % акций компании. Канал ведёт вещание круглосуточно 365 дней в году.
CNN-IBN критикуют за сочувствие Индийскому национальному конгрессу, а также за случаи, когда под видом прямого эфира канал транслировал записанные интервью.

## Конкуренты
- Bloomberg UTV
- CNBC Awaaz
- CNBC-TV18
- ET Now
- Headlines Today
- NDTV 24x7
- NDTV Profit
- NewsX
- Times Now
- Zee Business